# یاسویوکی ایواساکی
یاسویوکی ایواساکی (انگلیسی: Yasuyuki Iwasaki؛ زادهٔ ۹ آوریل ۱۹۷۱) بازیکن فوتبال اهل ژاپن است.
از باشگاه‌هایی که در آن بازی کرده‌است می‌توان به باشگاه فوتبال جوبیلو ایواتا اشاره کرد.